# Villa romana di Cottanello
La villa romana di Cottanello è una delle numerose villae rusticae risalenti all'età romana, dislocate nel territorio della Sabina. Si trova in località Collesecco, una zona agricola a circa un chilometro dal centro storico di Cottanello, in provincia di Rieti. Venne edificata negli ultimi decenni del I secolo d.C. su di una preesistente struttura di età repubblicana. 
Oggi è un sito archeologico affidato ad alcuni volontari della Pro Loco che agiscono in collaborazione con la Soprintendenza per i beni archeologici del Lazio.

## La scoperta
La zona, una località collinare coltivata a ulivi e pascolo, fu gravemente danneggiata durante la seconda guerra mondiale: nel giugno 1944 i tedeschi in ritirata fecero saltare un enorme deposito di proiettili predisposto a scopi difensivi; la devastazione fece emergere diversi frammenti di reperti archeologici che, appena qualche anno più tardi, vennero indagati e analizzati con discrezione e passione da alcuni volontari. 

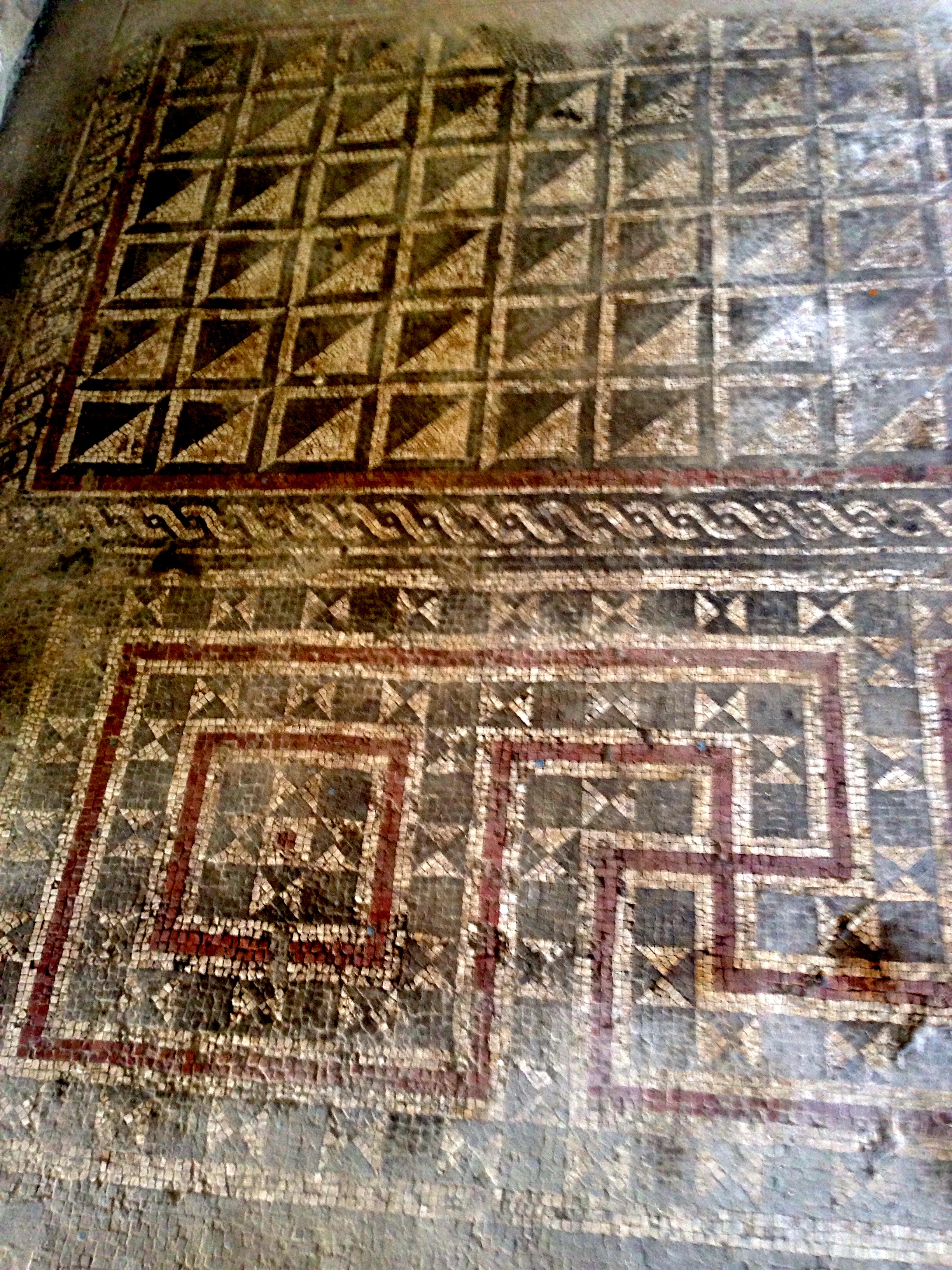
Pavimento musivo

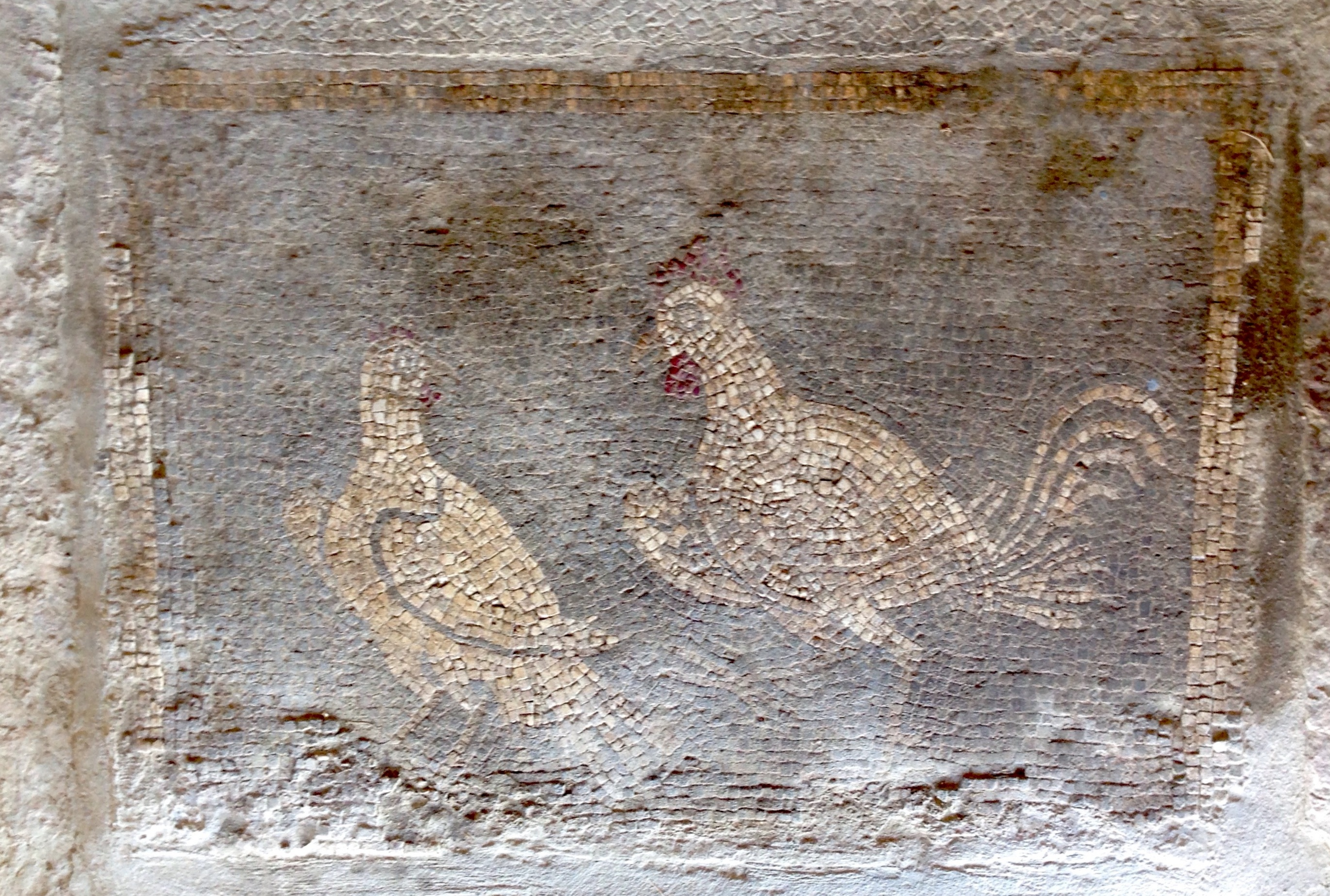
Soglia di una camera

Gli "apprendisti archeologi" erano prevalentemente abitanti del posto che, animati da curiosità e voglia di valorizzare il proprio territorio, avevano avviato indagini partendo dai racconti degli anziani, dalle chiacchiere e dai ricordi di chi aveva vissuto e lavorato in zona. Erano con ciò venuti a conoscenza dell'esistenza di avvallamenti, di piccole costruzioni interrate, di anfore e doli emersi a seguito di scavi agricoli, di derrate alimentari nascoste durante la guerra in stanze e cunicoli sotterranei. 
Tutte le testimonianze confermavano l'esistenza di ruderi antichi sparsi in una vasta area. 
Cercarono a più riprese di interessare la Sovrintendenza ai beni archeologici del Lazio ma con scarso successo; cominciarono da soli a scavare in via ufficiosa nel settembre 1968. Il crollo della volta di una parte del criptoportico, ne aveva scoperto un braccio di alcuni metri, fu il punto di partenza: con pochi colpi di piccone affiorarono muri in pietra calcarea e un metro quadrato circa di pavimento in mosaico a tessere piccolissime. Fortunatamente uno dei volontari, il geometra Fabio Mastrodicasa Rinaldi, redasse una preziosa documentazione di questi primi scavi, e anche dei successivi, compilando un giornale di scavo corredato da puntuali rilievi grafici.

## Campagne di scavo
Soltanto dopo la costituzione dell'Associazione "Pro Loco" di Cottanello fu possibile ottenere il patrocinio della Soprintendenza e un piccolo finanziamento dall'Ente provinciale per il turismo di Rieti. Così nell'agosto del 1969 poterono iniziare ufficialmente gli scavi che si protrassero fino al 1973. 
Portarono alla luce un'area rettangolare di circa m. 37 x 45 composta da una trentina di vani, fra i quali erano riconoscibili un atrio ed un peristilio. 
Nello stesso periodo, alle pendici del Monte del Parro, venne individuato un grosso acquedotto interrato che dalla sorgente, in località Cola Fonte, portava l'acqua alla villa. 
Nel 1973 (e in seguito nel 1988) i pavimenti furono sezionati in pannelli, staccati, e poi riposizionati, integrati con cemento e malta; tale intervento compromise successivamente il riconoscimento di tracce utili alla comprensione della storia precedente l'edificazione; inoltre purtroppo sigillò l'antico sistema idrico e fognante. 
Successivamente un sistema di tettoie metalliche venne approntato per proteggere le murature e i mosaici dagli agenti atmosferici.
Non avendo seguito criteri stratigrafici, gli scavi non produssero documentazione di facile lettura, sia per ciò che riguardava le varie fasi costruttive, sia in riferimento alle funzioni degli ambienti.

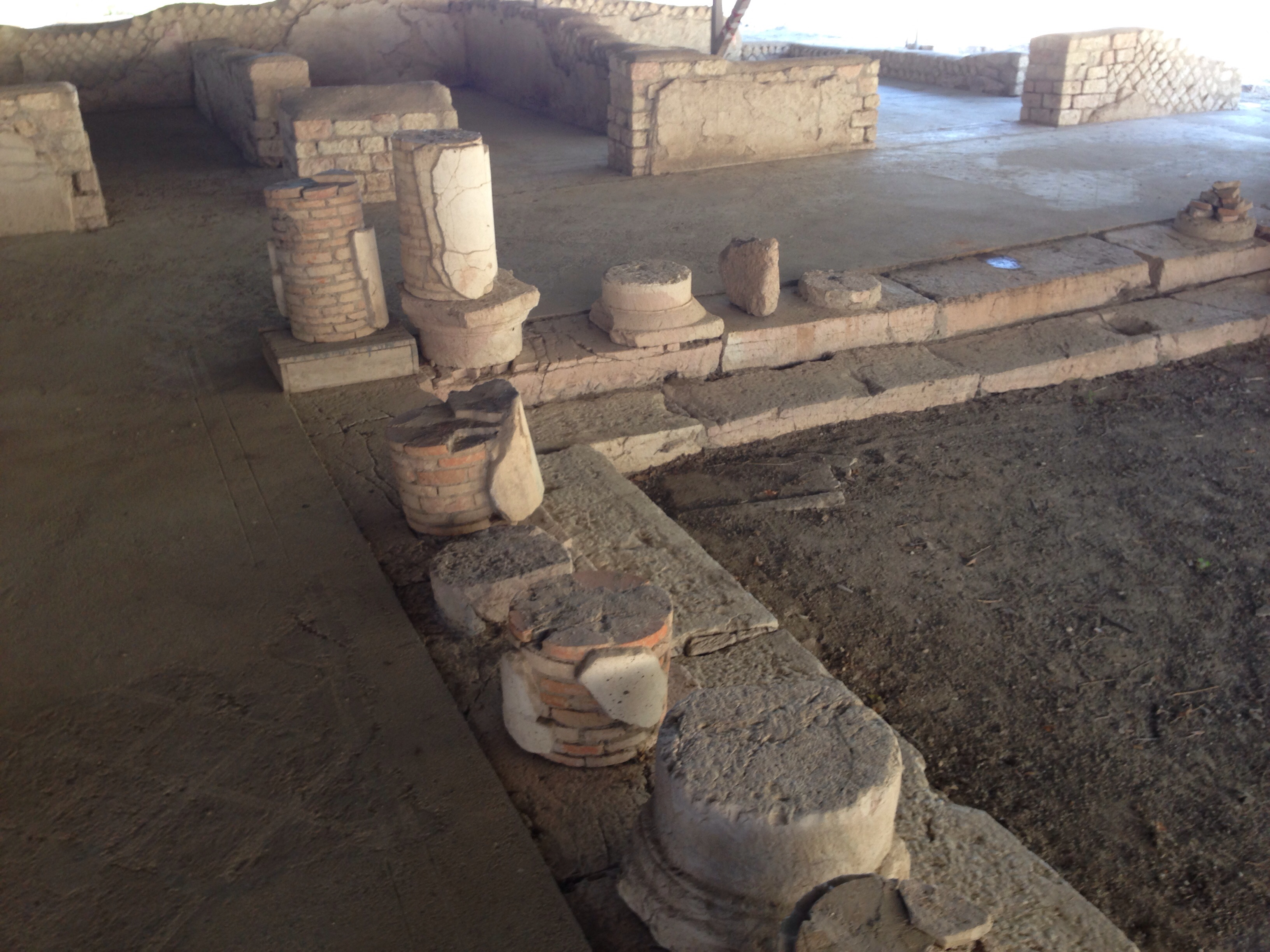
Peristilio con frammenti di colonne in muratura

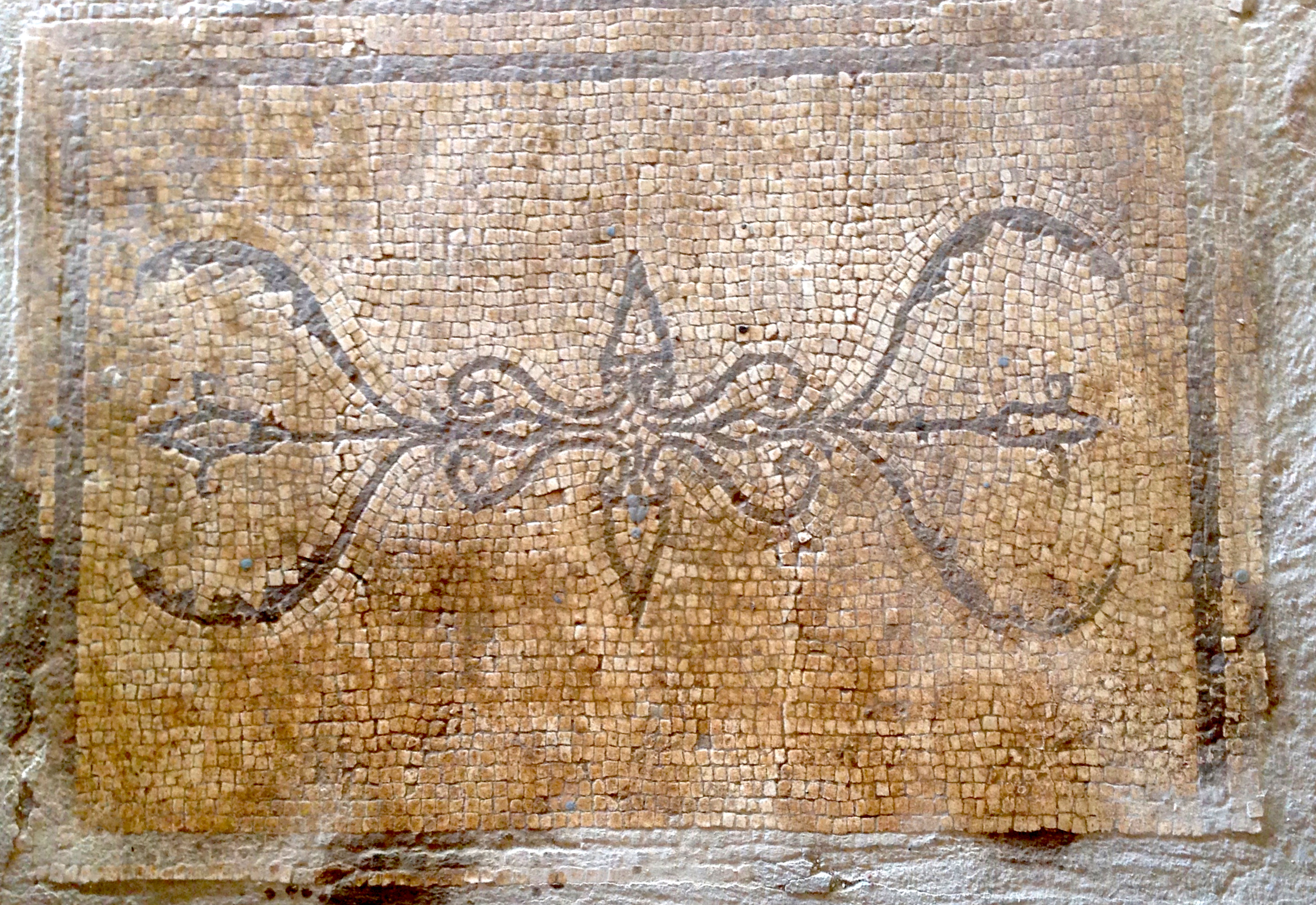
Soglia di una camera

Soltanto indagini più recenti, condotte nel 2010-2012 dall'Università La Sapienza di Roma e nel 2013-2014 dall'Istituto di Studi sul Mediterraneo Antico del CNR, hanno consentito di indagare stratigrafie ancora intatte, analizzare le strutture murarie, studiare i mosaici e i materiali rinvenuti; al di sotto della pavimentazione di uno degli ambienti di tipo termale sono stati rinvenuti accumuli di materiali di risulta compatibili con un impianto di ipocausto distrutto.
 
Le evidenze riscontrate sono tuttora oggetto di studio.
Non si conosce ancora la reale estensione della villa in quanto l'area è stata solo parzialmente indagata; attualmente (gennaio 2016), sono emersi circa 1660 metri quadrati; dalle ultime indagini effettuate si ritiene sia più o meno la metà della totale estensione; resta da espletare lo scavo della parte abitativa e di parte del criptoportico.

## Storia
Non esistono riferimenti scritti in merito alla villa poiché tutta la documentazione storica di Cottanello andò persa nell'incendio del 1799, appiccato dalle truppe francesi di Napoleone per punire il paese rimasto fedele alla Chiesa.
Grazie agli scavi più recenti è stato possibile ricostruire una sequenza di fasi edilizie, almeno tre:
- una prima fase, poco documentata, va dalla fine del II al I secolo a.C.; gli aspetti decorativi di alcuni ambienti come il pavimento in cocciopesto e l'intonaco dipinto, fanno pensare ad un edificio con funzioni non soltanto rustiche.
- una seconda fase compresa tra la fine del I secolo a.C. e la prima metà del II d.C.[2]. A questo periodo probabilmente risalgono consistenti ampliamenti e cambiamenti strutturali, come la costruzione del peristilio e di altri ambienti di rappresentanza e termali.
- una terza fase priva di interventi edilizi significativi, ma con frequentazione fino in età tardoantica.

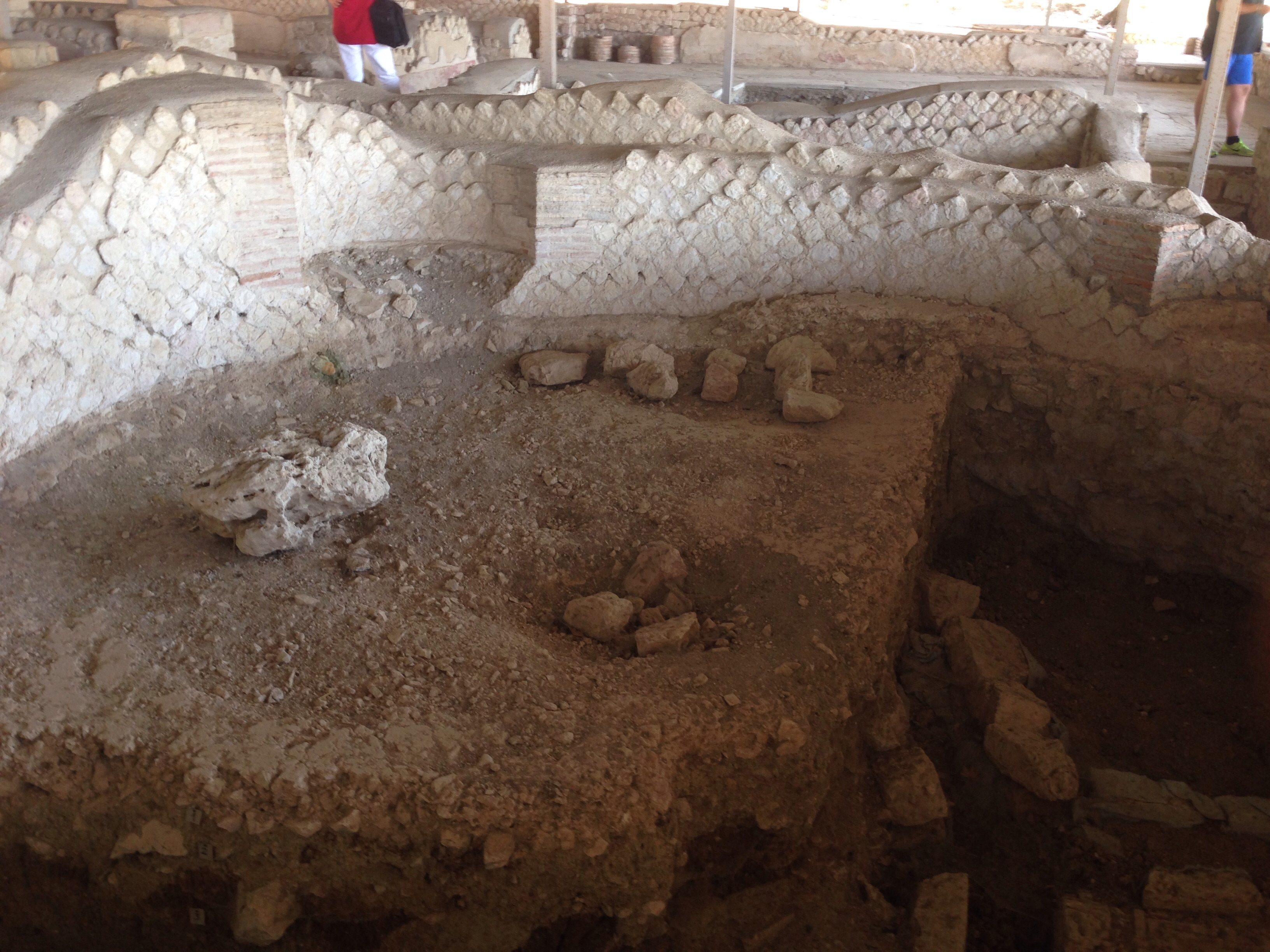
Villa romana di Cottanello 12

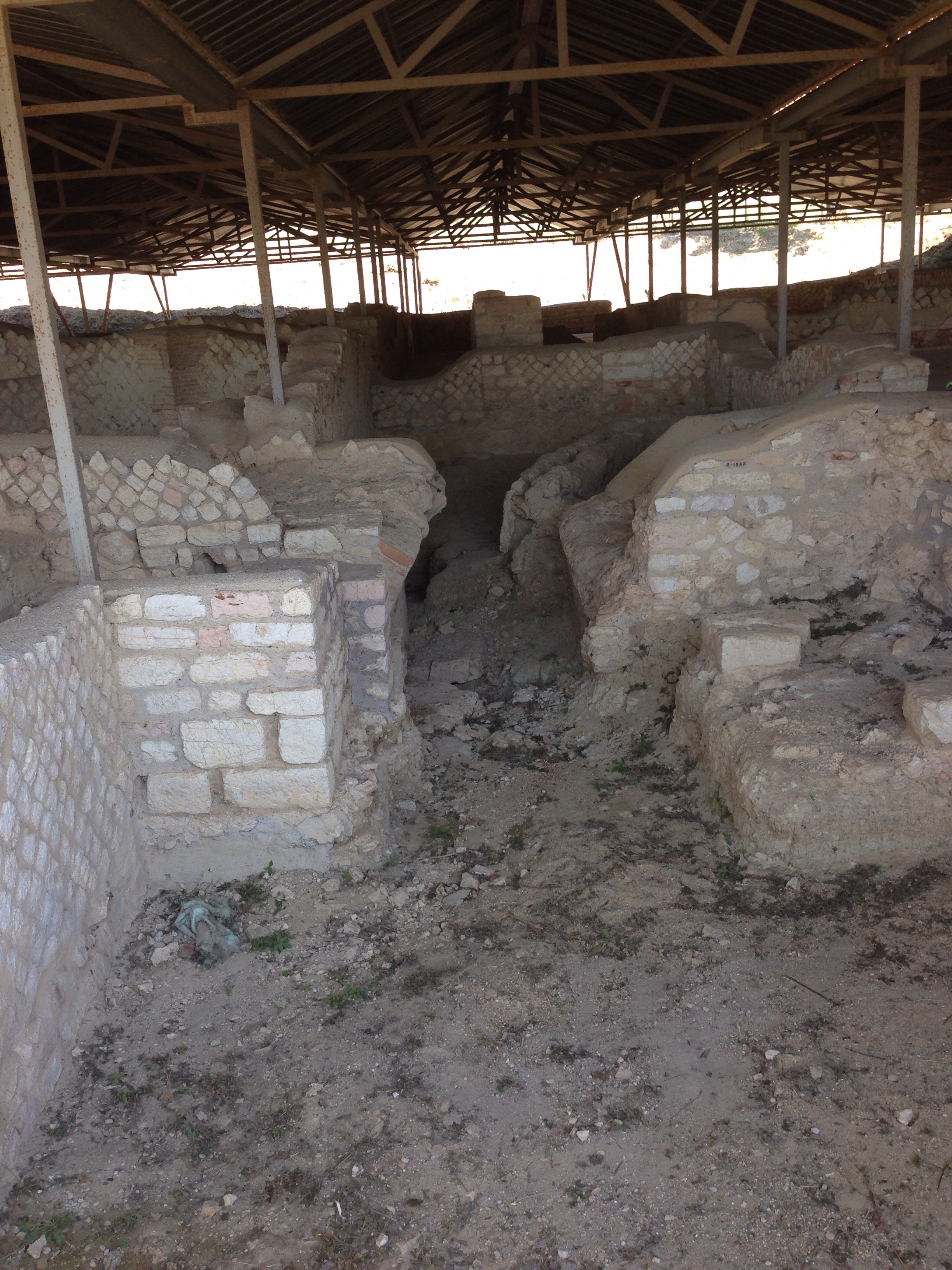
Villa romana di Cottanello 13

Appartenne alla famiglia romana degli Aurelii Cottae, come provato da un reperto epigrafico inedito proveniente dagli scavi del 1972, il frammento di un dolio con inciso il bollo "M. Cottae". 
Probabilmente la villa è stato il primo nucleo insediativo dal quale il paese di Cottanello ha tratto origine, mantenendo anche nel toponimo il riferimento all'illustre famiglia, la gens Aurelia, ampiamente ricordata nella storiografia antica.
Si suppone sia appartenuta a Massimo Messalino Cotta, console nel 20 d.C., amico di Tiberio e autore di scritti di agronomia.

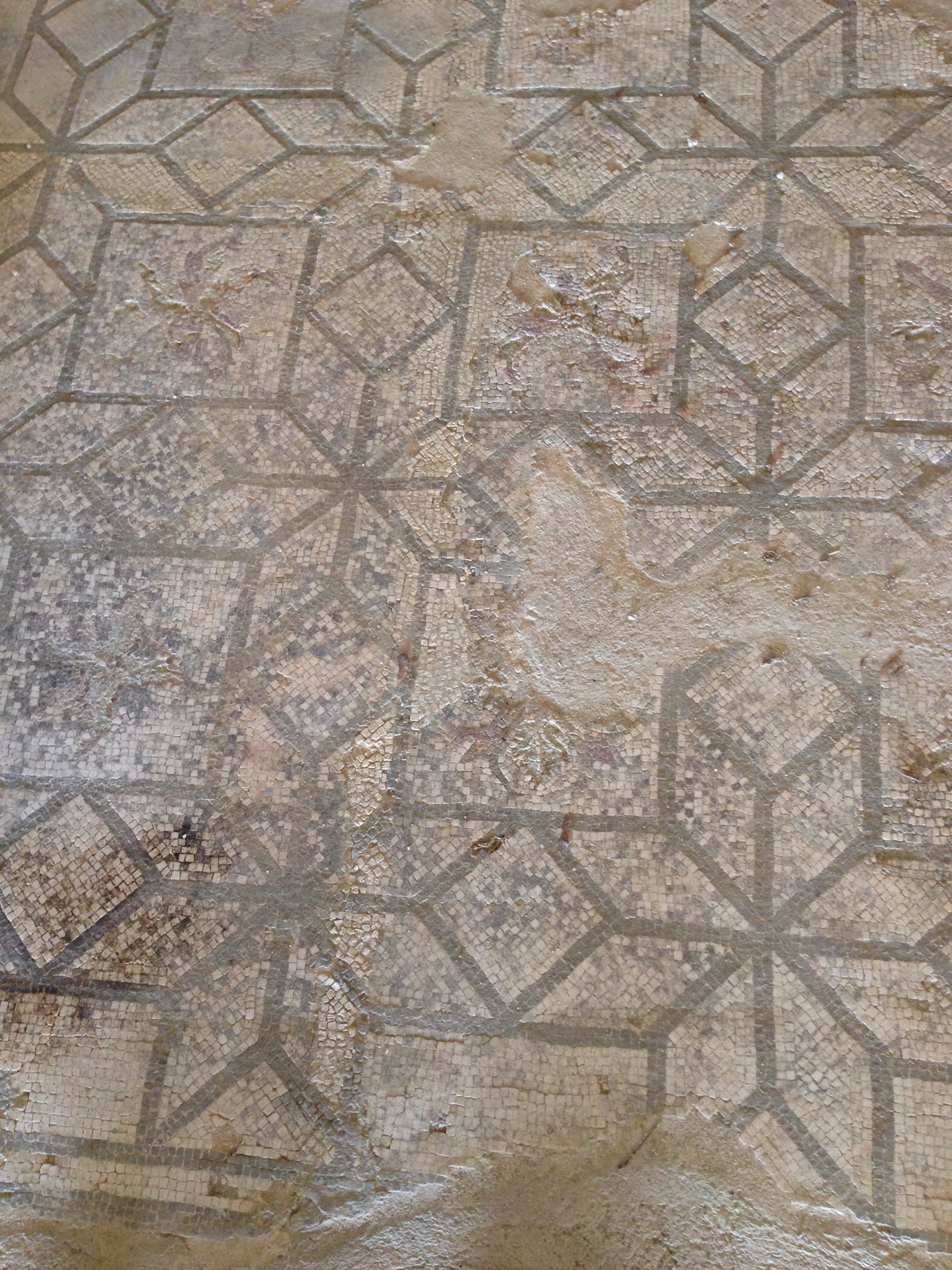
Pavimento musivo

## Descrizione
La planimetria, piuttosto articolata, evidenzia una duplice destinazione d'uso: un'azienda agricola a conduzione schiavistica attrezzata per la produzione di prodotti alimentari, e una residenza di campagna di tipo padronale, abbellita da decorazioni scultoree, terrecotte architettoniche e pavimenti musivi, ottimamente conservati, realizzati a mosaico geometrico con calcare locale e con il marmo rosso di Cottanello. Una delle soglie presenta inserti figurati con motivi vegetali, un'altra raffigura una coppia di gallinacci. Le pareti sono rivestite di intonaco dipinto; sono evidenti alcuni resti della decorazione fittile. Il lavoro di scavo ha inoltre restituito 184 frammenti di terrecotte architettoniche tipo antefisse, tegole di gronda decorate, lastre di sima, di coronamento e di rivestimento, gocciolatoi, ecc.
La villa rientra nello schema classico della Domus ad atrio.
Sono stati identificati i seguenti ambienti:
- l'atrio è una grande sala con il pavimento a mosaico a crocette bianche su fondo nero; è un'architettura di tipo tuscanico; l'acqua piovana si raccoglieva nell'impluvium quadrangolare con fondo piatto in opus spicatum, e da qui veniva distribuita agli ambienti termali attigui mediante tubature e fognali
- il tablino, sala di passaggio fra l'atrio e il peristilio
- alcuni cubicoli adiacenti al tablino con pavimento a mosaico
- il peristilio, o cortile interno aperto circondato da un portico a colonne
- il triclinio estivo, o sala da pranzo, con pavimento in mosaico bianco e nero; aveva aperture oggi in parte murate
- tre ambienti sul lato meridionale del peristilio, sale e cucina, un tempo comunicanti con l'atrio
- il frigidario, o sala con vasca per il bagno freddo
- il calidario, o stanza riscaldata, a forma rettangolare, con abside nel lato minore
- il tepidario, sala vicino al calidario riservata al bagno tiepido o al bagno di vapore
- il prefurnio è la stanza in posizione centrale dove si trova l'apparecchiatura di riscaldamento dell'acqua
- il criptoportico monumentale, indagato solo per circa 36 m., è situato sotto il piano di calpestio e sembra attraversare gran parte della villa; è coperto da una volta a botte; mantiene tuttora un tasso di umidità e una temperatura costanti; probabilmente era usato come magazzino

Altri ambienti ad uso termale o di servizio sono meno riconoscibili a causa di numerosi rifacimenti subiti dalle murature, costruite in pietra calcare locale o rossa tipica di Cottanello.